# Peter Schafranek
Peter Schafranek (* 24. Dezember 1944 in Kattowitz) ist ein Brigadegeneral außer Dienst des Heeres der Bundeswehr. Er hatte verschiedene Verwendungen im Militärischen Nachrichtenwesen, darunter in der Elektronischen Kampfführung, als Referatsleiter Gesamtlage im Bundesministerium der Verteidigung, Chef des Stabes des Amtes für den Militärischen Abschirmdienst und als stellvertretender Abteilungsleiter Auswertung im Bundesnachrichtendienst. Zuletzt war er deutscher Verteidigungsattaché in Moskau.

## Leben
Schafranek absolvierte 1964 das Abitur und trat danach als Berufsoffizieranwärter beim Panzergrenadierlehrbataillon 351 in Hammelburg in die Bundeswehr ein. 1966 wurde er zum Leutnant befördert und hatte danach Verwendungen als Zugführer im Panzergrenadierbataillon 53 in Fritzlar und der Panzerjägerkompanie 50 in Wolfhagen und im Fernmeldebataillon 320 der Fernmeldetruppe EloKa in Frankenberg/Eder. Von 1972 bis 1975 war er Kompaniechef im Fernmeldebataillon 320 und der Lehr- und Versuchskompanie Elektronische Kampfführung.
Von 1976 bis 1978 absolvierte Schafranek den 19. Generalstabslehrgang Heer an der Führungsakademie der Bundeswehr in Hamburg, wo er zum Offizier im Generalstabsdienst ausgebildet wurde. Anschließend wurde er Generalstabsoffizier im Amt für Studien und Übungen der Bundeswehr, Militärischer Bereich Operations Research in Ottobrunn, war von 1981 bis 1983 Generalstabsoffizier für Planung, Ausbildung und Organisation (G3) der Panzerbrigade 3 in Nienburg/Weser und von 1983 bis 1985 Bataillonskommandeur des Fernmeldebataillons (Elektronische Kampfführung) 120 in Rotenburg (Wümme). Danach wechselte er als Referent ins Bundesministerium der Verteidigung nach Bonn und war von 1987 bis 1989 Chef des Stabes der 2. Panzergrenadierdivision in Kassel. Anschließend war er, als Nachfolger von Alexander Bergenthal, von 1989 bis 1993 Chef des Stabes des Amtes für den Militärischen Abschirmdienst in Köln. Von 1993 bis 1997 war er Referatsleiter II 2 (Gesamtlage) im Führungsstab der Streitkräfte (Fü S) und zugleich stellvertretender Stabsabteilungsleiter Fü S II (Militärisches Nachrichtenwesen der Bundeswehr).
Zum 1. Oktober 1997 wurde Schafranek zum Brigadegeneral ernannt begann eine bis 2001 dauernde Verwendung im Bundesnachrichtendienst als Leiter Auswertung Militär/Militärpolitik und zugleich stellvertretender Leiter Gesamtauswertung. Am 9. September 2002 wurde er Verteidigungsattaché an der Deutschen Botschaft Moskau in Russland mit Nebenakkreditierungen für Armenien, Aserbaidschan und Turkmenistan. Mit Ablauf des Dezember 2005 wurde er in den Ruhestand versetzt.
Schafranek ist katholisch, verheiratet und hat eine Tochter sowie zwei Söhne.